# کول‌تپه زین‌آباد
کول تپه زین‌آباد (کلانکش) مربوط به هزاره اول و دوم ق.م. است و در شهرستان شبستر، بخش صوفیان، دهستان رودقات، ۱/۵ کیلومتری شرق روستای زین‌آباد و کلانکش واقع شده و این اثر در تاریخ ۶ اسفند ۱۳۸۵ با شمارهٔ ثبت ۱۷۵۳۰ به‌عنوان یکی از آثار ملی ایران به ثبت رسیده  است.
به نقل از مرحوم علی حسین ثنائی محمدی این منطقه تاریخی مربوط به دوران زرتشتیان می باشد.